# 紀元前525年
紀元前525年（きげんぜんごひゃくにじゅうごねん）は、西暦（ローマ暦）による年。
紀元前1世紀の共和政ローマ末期以降の古代ローマにおいては、ローマ建国紀元229年として知られていた。紀年法として西暦（キリスト紀元）がヨーロッパで広く普及した中世時代初期以降、この年は紀元前525年と表記されるのが一般的となった。

## 他の紀年法
- 干支 : 丙子
- 日本
  - 皇紀136年
  - 安寧天皇24年
- 中国
  - 周 - 景王20年
  - 魯 - 昭公17年
  - 斉 - 景公23年
  - 晋 - 頃公元年
  - 秦 - 哀公12年
  - 楚 - 平王4年
  - 宋 - 元公7年
  - 衛 - 霊公10年
  - 陳 - 恵公9年
  - 蔡 - 平侯6年
  - 曹 - 平公3年
  - 鄭 - 定公5年
  - 燕 - 共公4年
  - 呉 - 呉王僚2年
- 朝鮮
  - 檀紀1809年
- ベトナム :
- 仏滅紀元 : 20年
- ユダヤ暦 : 3236年 - 3237年

## できごと

### エジプト
- ペルシウムの戦い（英語版） - アケメネス朝ペルシア帝国のカンビュセス2世が、エジプト人たちが、猫など神聖と考えていた動物の姿を兵士たちの盾に描き、エジプトを征服した。エジプト人たちは、描かれた動物たちを「傷つける」ことを恐れて逃げ去った。戦いの後、カンビュセス2世は、聖なる動物のために国を犠牲にしたエジプト人を軽蔑し、エジプト人たちの顔に猫を投げつけたという[1]。
- カンビュセス2世は、エジプト第26王朝最後の王プサメティコス3世を捕虜とし、当初は手厚く遇していたが、プサメティコス3世の反乱の企てが露見すると、すぐさま処刑した[1]。
- 第26王朝は断絶し、第27王朝が始まった。

### 中国
- 晋の荀呉が軍を率いて陸渾の戎を滅ぼした。
- 呉が楚を攻撃し、長岸の戦いで楚の子魚を戦死させ、公子光が余皇を奪った[2]。

### 芸術・建築
- デルポイのアポローン神域にある宝庫群の建設が完成する。（おおよその年代）
- エクセキアスが、萼 (calyx) 型クラテールを考案する。（おおよその年代）

### 天文学
9月17日、金星によるアンタレス食が起きた。

## 誕生
- アイスキュロス - ギリシア悲劇の劇作家

## 死去
- プサメティコス3世 - エジプト第26王朝最後のファラオ
- アナクサンドリデス (スパルタ王) - 紀元前560年即位
- ミレトスのアナクシメネス - 古代ギリシアの科学者、哲学者（おおよその年代、異説あり）（紀元前585年ころ生）